# Niaboma manobig
Niaboma manobig là một loài bướm đêm trong họ Noctuidae.